# Distorsio
Distorsio là một chi ốc biển kích thước trung bình-nhỏ, là động vật thân mềm chân bụng sống ở biển trong họ Personidae.

## Các loài
Các loài trong chi Distorsio gồm có:
- Distorsio anus
- Distorsio clathrata
- Distorsio graceiellae
- Distorsio kurzi
- Distorsio mcgintyi
- Distorsio minoruohnishii
- Distorsio perdistorta
- Distorsio smithi
- Distorsio ventricosa

## Hình ảnh

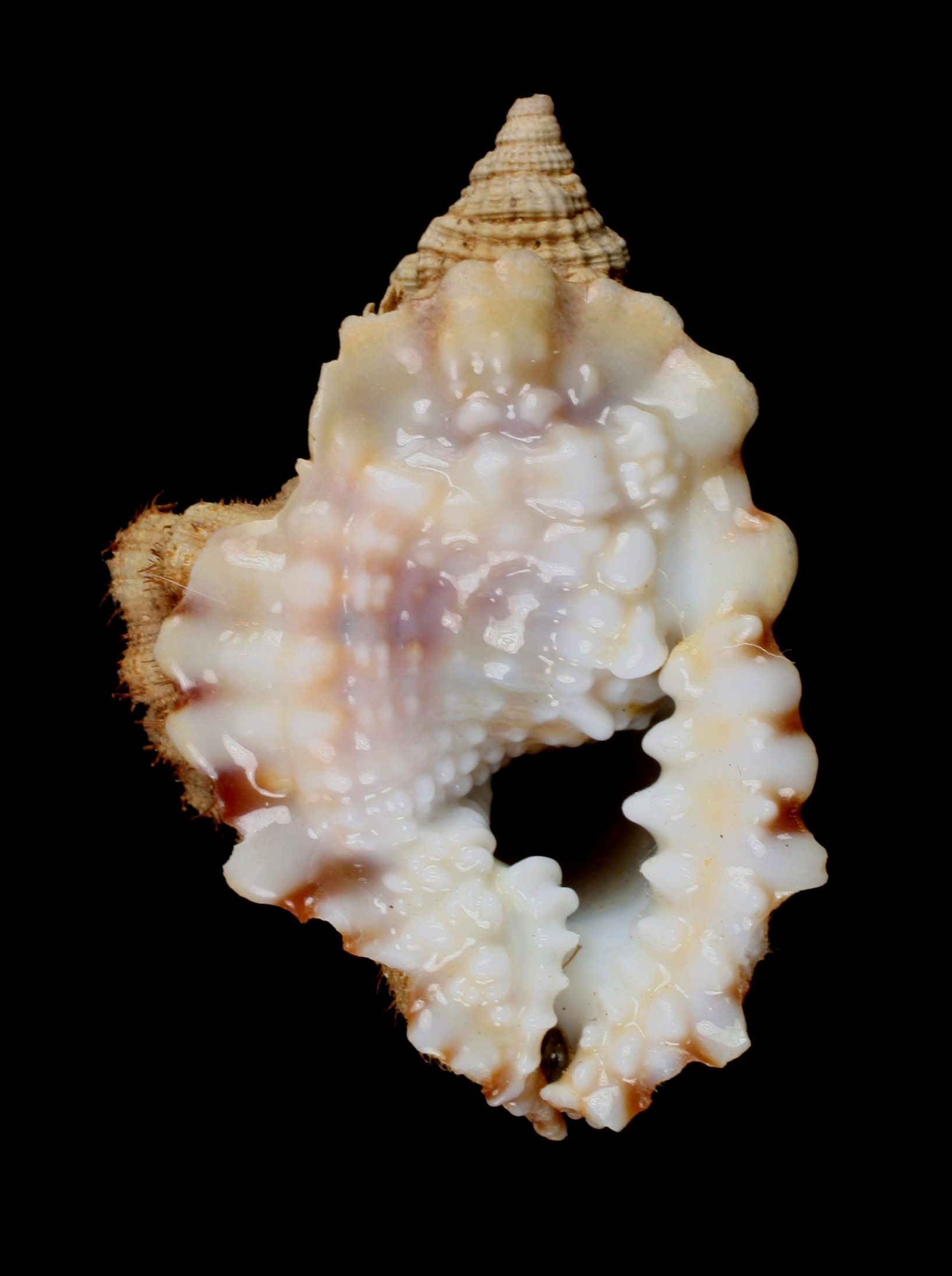
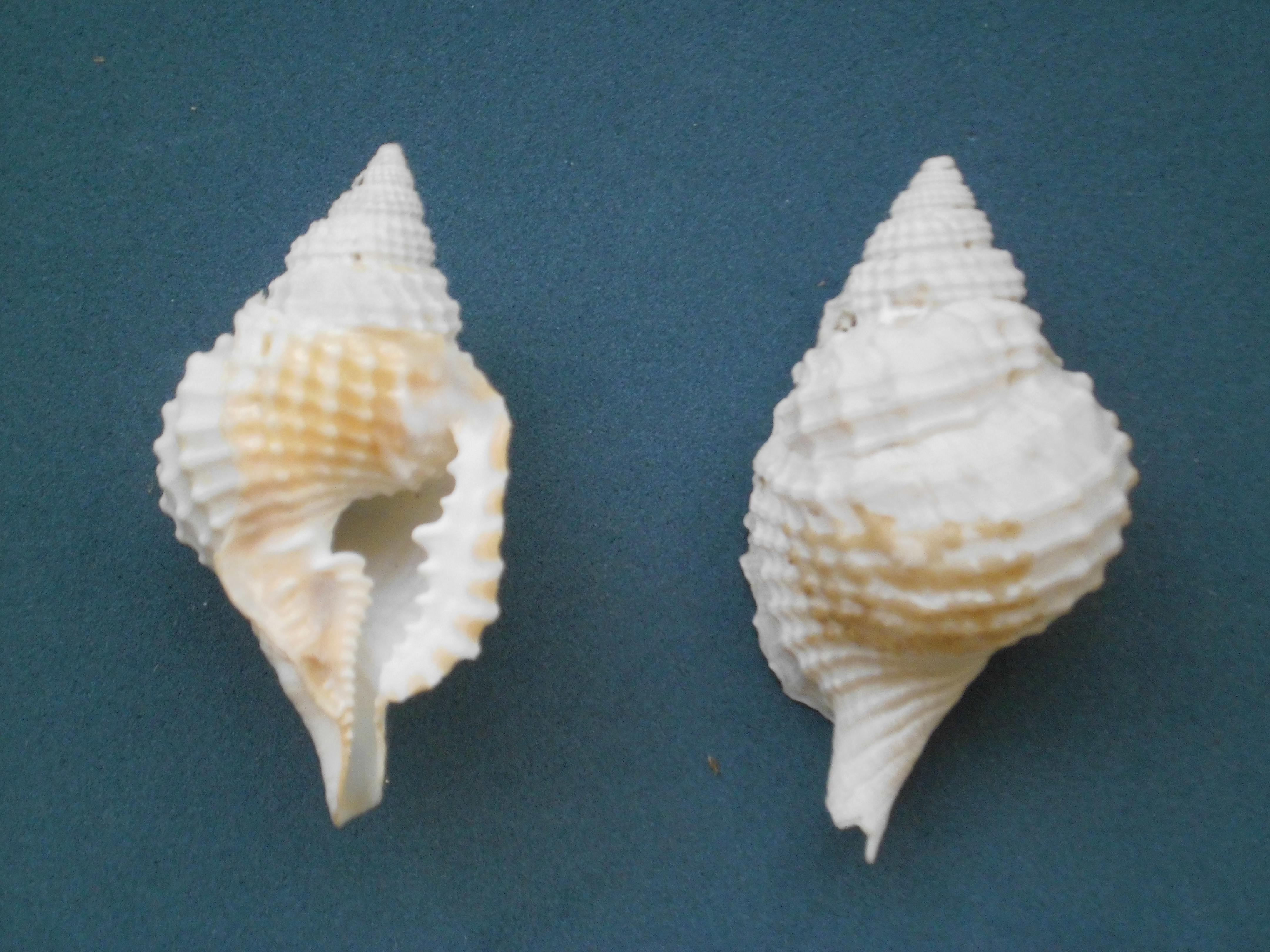
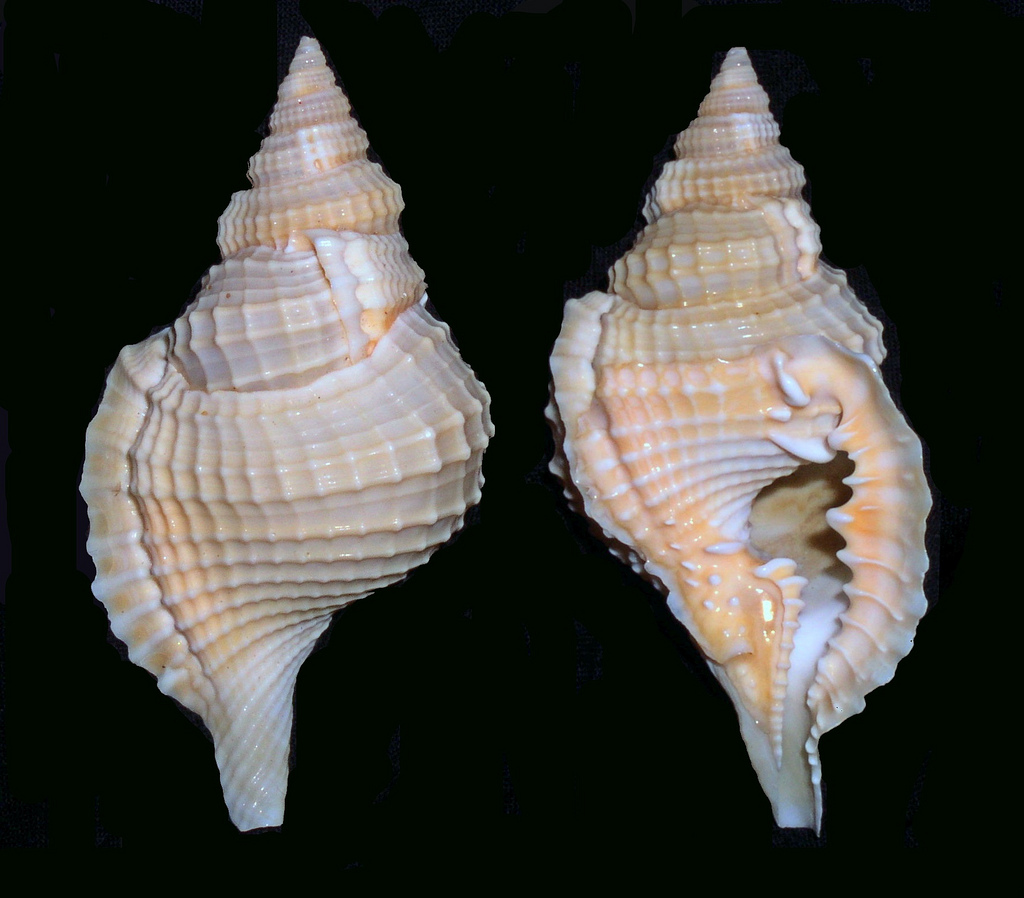